# Oxyopes armatipalpis
Oxyopes armatipalpis är en spindelart som beskrevs av Embrik Strand 1912. Oxyopes armatipalpis ingår i släktet Oxyopes och familjen lospindlar. Inga underarter finns listade i Catalogue of Life.